# Patissa erythrozonalis
Patissa erythrozonalis là một loài bướm đêm trong họ Crambidae.